# Pasly
Pasly ist eine französische Gemeinde mit 1.061 Einwohnern (Stand: 1. Januar 2022) im Département Aisne in der Region Hauts-de-France. Sie gehört zum Arrondissement Soissons und zum Kanton Soissons-1.

## Geographie
Die Gemeinde Pasly liegt etwa drei Kilometer nordwestlich  von Soissons. Der Fluss Aisne begrenzt die Gemeinde im Südosten. Nachbargemeinden von Pasly sind Vauxrezis im Nordwesten und Norden, Chavigny im Norden und Nordosten, Cuffies im Osten, Soissons im Südosten und Süden sowie Pommiers im Südwesten und Westen.

## Bevölkerungsentwicklung
| Jahr      | 1962 | 1968 | 1975 | 1982 | 1990 | 1999 | 2006 | 2014 | 2022 |
| Einwohner | 319  | 558  | 902  | 1018 | 1119 | 1067 | 1011 | 1004 | 1061 |

## Sehenswürdigkeiten

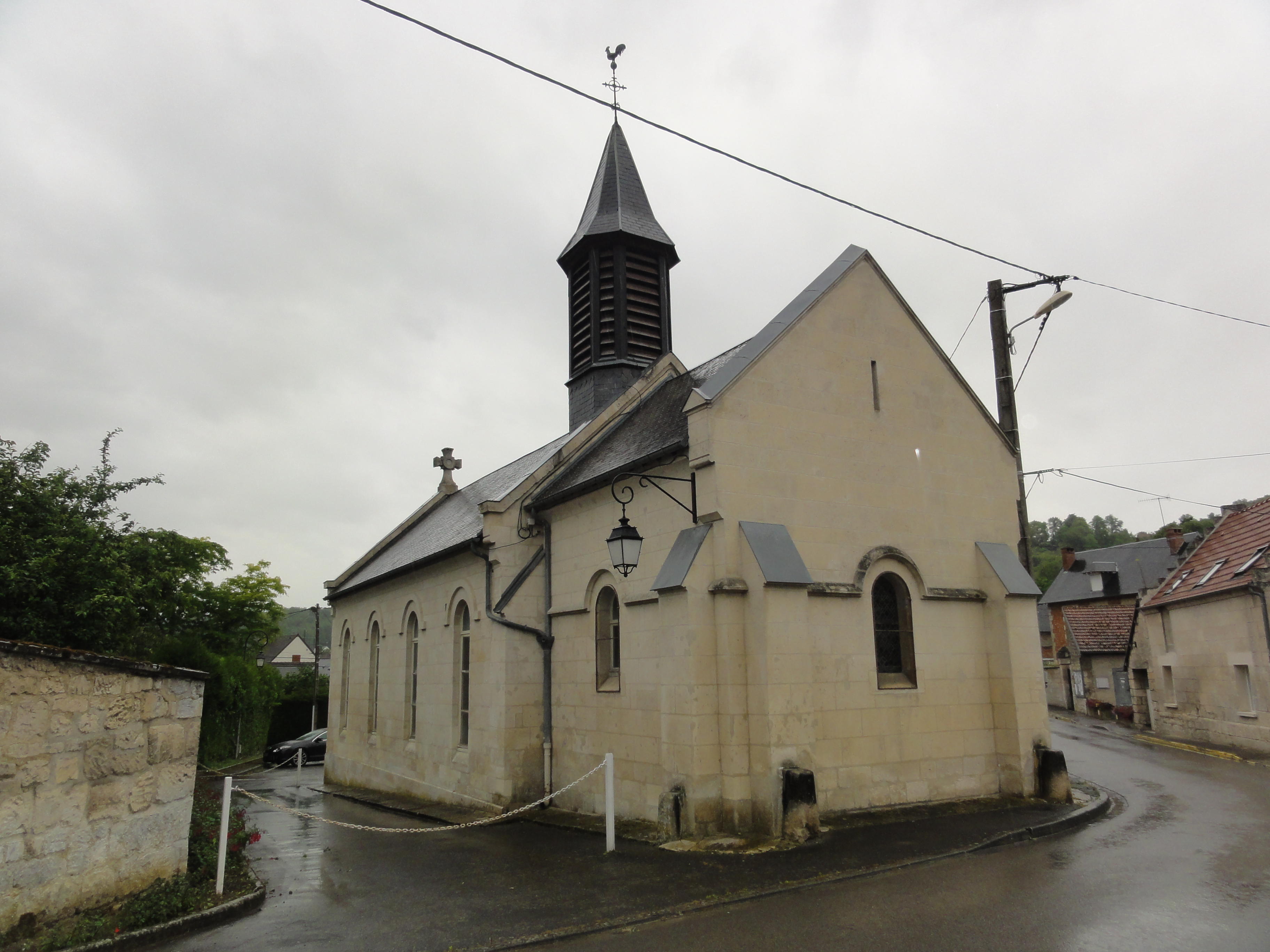
Kirche Saint-Jean-Baptiste

- Kirche Saint-Jean-Baptiste
- Lavoir